# Ouverture francese (Bach)
Con l'espressione Ouverture francese (BWV 831) si intende una composizione per clavicembalo di Johann Sebastian Bach. L'opera, originariamente intitolata Ouverture nach Französicher Art (tedesco: ouverture secondo la maniera francese), venne pubblicata nella seconda metà della Clavier-Übung nel 1735 insieme al Concerto italiano.
Si tratta di una suite in si minore per clavicembalo a due manuali. Il termine ouverture si riferisce al fatto che questa suite inizia con un tipico movimento di apertura in stile francese.

## Struttura
1. Ouverture.
2. Corrente.
3. Gavotta I e II.
4. Passapiede I e II.
5. Sarabanda.
6. Bourrée I e II.
7. Giga.
8. Echo.

La struttura della suite è abbastanza atipica: a differenza di altre suite per clavicembalo di Bach, questa non include l'allemanda e sono presenti  movimenti aggiuntivi, due passapiede e due bourrée, prima e dopo la sarabanda. Altrettanto insolita è l'inclusione di un ulteriore movimento dopo la giga. Si tratta di un Echo, pensato per sfruttare la differenza timbrica delle due tastiere del clavicembalo. Sono presenti alcune indicazioni dinamiche di piano e di forte, inconsuete nelle suite per tastiera del periodo barocco, ma chiara conferma che la composizione è pensata per uno strumento a due tastiere.
Lo stile di questo lavoro si basa sul gusto di compositori come François Couperin ed Antoine Forqueray, che avevano scritto suite simili. Queste suite erano composte per strumenti solisti e per orchestra, mentre la composizione di Bach, anche se è un lavoro per clavicembalo solista, si avvale di un suono più ricco rispetto a quello che era consueto per i compositori francesi a cui quest'opera ha fatto riferimento.